# Philip Short
Philip Michael Short (* 15. Mai 1960 in Cork; † 31. August 2018 in Na Forbacha, County Galway) war ein irischer Schachspieler.
Er wurde 1981, 1986, 1988, 2015 und 2017 irischer Meister und gewann darüber hinaus 1989, 1991 und 1993 die Meisterschaft der irischen Provinz Munster sowie 2013, 2014, 2016 und 2017 die Provinzmeisterschaft von Connacht. Beim Kilkenny Chess Congress belegte er 1977, 1979 und 1980 den ersten Platz, den Cork Congress konnte er 1994 gewinnen und das Mulcahy Memorial in den Jahren 1984, 1991 und 1993.
In den Jahren 1982 und 1986 vertrat er sein Heimatland bei der Schacholympiade. Ab 1990 trug Short den Titel eines FIDE-Meisters, bei den irischen Meisterschaften 2017 erreichte er zudem eine IM-Norm. Vereinsschach spielte er im Douglas Chess Club, mit dem er 1993 und 1997 am European Club Cup teilnahm.
Philip Short war verheiratet und hatte zwei Töchter.